# Гвиља
Гвиља (итал. Guiglia) је насеље у Италији у округу Модена, региону Емилија-Ромања.
Према процени из 2011. у насељу је живело 1635 становника. Насеље се налази на надморској висини од 487 м.

## Становништво
| 1951. | 1961. | 1971. | 1981. | 1991. | 2001. | 2011. |
| ----- | ----- | ----- | ----- | ----- | ----- | ----- |
| 4.998 | 3.942 | 3.132 | 3.031 | 2.958 | 3.739 | 3.999 |